# Championnats des quatre continents de patinage artistique 2016
Navigation
Édition précédente Édition suivante
Les Championnats des quatre continents de patinage artistique 2016 ont lieu du 16 au 21 février 2016 à l'Arena de Taipei à Taïwan.

## Qualifications
Les patineurs sont éligibles à l'épreuve s'ils représentent une nation non européenne membre de l'Union internationale de patinage (International Skating Union en anglais) et s'ils ont atteint l'âge de 15 ans avant le 1er juillet 2015 dans leur pays de naissance. La compétition correspondante pour les patineurs européens est le championnat d'Europe 2016. Les fédérations nationales sélectionnent leurs patineurs en fonction de leurs propres critères, mais l'Union internationale de patinage exige un score minimum d'éléments techniques (Technical Elements Score en anglais) lors d'une compétition internationale avant les championnats des Quatre Continents.

### Score minimum d'éléments techniques
L'Union internationale de patinage stipule que les notes minimales doivent être obtenues lors d'une compétition internationale senior reconnue par elle-même au cours de la saison en cours ou précédente.
| Score minimum d'éléments techniques                                                         | Score minimum d'éléments techniques | Score minimum d'éléments techniques |
| Discipline                                                                                  | Programme court                     | Programme libre                     |
| Messieurs                                                                                   | 25.00                               | 45.00                               |
| Dames                                                                                       | 20.00                               | 36.00                               |
| Couples                                                                                     | 20.00                               | 36.00                               |
| Danse sur glace                                                                             | 19.00                               | 29.00                               |
| ------------------------------------------------------------------------------------------- | ----------------------------------- | ----------------------------------- |
| Les scores des programmes courts et libres peuvent être obtenus à différentes compétitions. |                                     |                                     |

### Nombre d'inscriptions par discipline
Chaque nation membre qualifiée peut avoir jusqu'à trois inscriptions par discipline.

## Podiums
| Épreuves                            | Or                              | Argent                        | Bronze                       |
| ----------------------------------- | ------------------------------- | ----------------------------- | ---------------------------- |
| Messieurs résultats détaillés       | Patrick Chan                    | Jin Boyang                    | Yan Han                      |
| Dames résultats détaillés           | Satoko Miyahara                 | Mirai Nagasu                  | Rika Hongo                   |
| Couples résultats détaillés         | Sui Wenjing / Han Cong          | Alexa Scimeca / Chris Knierim | Yu Xiaoyu / Jin Yang         |
| Danse sur glace résultats détaillés | Maia Shibutani / Alex Shibutani | Madison Chock / Evan Bates    | Kaitlyn Weaver / Andrew Poje |

## Tableau des médailles
| Rang  | Nation     | Or | Argent | Bronze | Total |
| ----- | ---------- | -- | ------ | ------ | ----- |
| 1     | États-Unis | 1  | 3      | 0      | 4     |
| 2     | Chine      | 1  | 1      | 2      | 4     |
| 3     | Canada     | 1  | 0      | 1      | 2     |
| 3     | Japon      | 1  | 0      | 1      | 2     |
| Total | Total      | 4  | 4      | 4      | 12    |

## Détails des compétitions

### Messieurs
| Rang | Nom                        | Pays           | Points | Programme court | Programme court | Programme libre | Programme libre |
| ---- | -------------------------- | -------------- | ------ | --------------- | --------------- | --------------- | --------------- |
| 1    | Patrick Chan               | Canada         | 290.21 | 5               | 86.22           | 1               | 203.99          |
| 2    | Jin Boyang                 | Chine          | 289.83 | 1               | 98.45           | 2               | 191.38          |
| 3    | Yan Han                    | Chine          | 271.55 | 3               | 89.57           | 3               | 181.98          |
| 4    | Shoma Uno                  | Japon          | 269.81 | 2               | 92.99           | 5               | 176.82          |
| 5    | Takahito Mura              | Japon          | 268.43 | 4               | 89.08           | 4               | 179.35          |
| 6    | Keiji Tanaka               | Japon          | 222.70 | 7               | 74.82           | 7               | 147.88          |
| 7    | Max Aaron                  | États-Unis     | 220.94 | 8               | 69.48           | 6               | 151.46          |
| 8    | Grant Hochstein            | États-Unis     | 216.34 | 6               | 75.79           | 10              | 140.55          |
| 9    | Michael Christian Martinez | Philippines    | 211.59 | 9               | 69.15           | 9               | 142.44          |
| 10   | Kim Jin-seo                | Corée du Sud   | 201.43 | 12              | 65.13           | 11              | 136.30          |
| 11   | Kevin Reynolds             | Canada         | 198.87 | 20              | 55.14           | 8               | 143.73          |
| 12   | Song Nan                   | Chine          | 194.81 | 11              | 66.04           | 15              | 128.77          |
| 13   | Liam Firus                 | Canada         | 194.02 | 14              | 61.81           | 13              | 132.21          |
| 14   | Ross Miner                 | États-Unis     | 191.12 | 17              | 58.27           | 12              | 132.85          |
| 15   | Julian Zhi Yee             | Malaisie       | 190.32 | 15              | 59.70           | 14              | 130.62          |
| 16   | Lee June-hyoung            | Corée du Sud   | 180.92 | 10              | 67.35           | 19              | 113.57          |
| 17   | Denis Margalik             | Argentine      | 177.65 | 18              | 57.71           | 16              | 119.94          |
| 18   | Byun Se-jong               | Corée du Sud   | 176.15 | 16              | 58.30           | 17              | 117.85          |
| 19   | Brendan Kerry              | Australie      | 172.26 | 19              | 55.83           | 18              | 116.43          |
| 20   | Andrew Dodds               | Australie      | 161.47 | 13              | 61.88           | 21              | 99.59           |
| 21   | Chih-I Tsao                | Taipei chinois | 159.13 | 22              | 51.83           | 20              | 107.30          |
| 22   | Leslie Ip                  | Hong Kong      | 152.29 | 21              | 54.81           | 22              | 97.48           |
| 23   | Harry Hau Yin Lee          | Hong Kong      | 110.95 | 23              | 42.54           | 23              | 68.41           |

### Dames

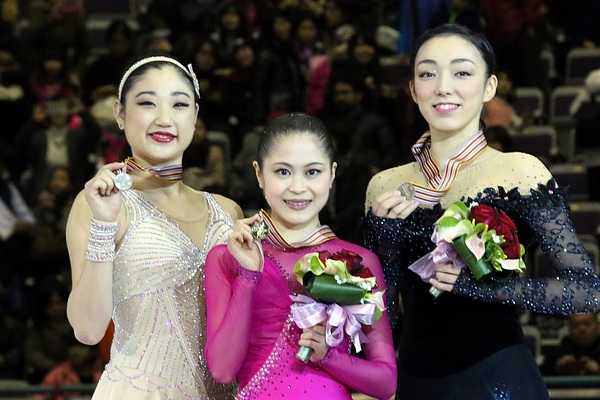
Podium des Dames

| Rang | Nom                | Pays           | Points | Programme court | Programme court | Programme libre | Programme libre |
| ---- | ------------------ | -------------- | ------ | --------------- | --------------- | --------------- | --------------- |
| 1    | Satoko Miyahara    | Japon          | 214.91 | 1               | 72.48           | 1               | 142.43          |
| 2    | Mirai Nagasu       | États-Unis     | 193.86 | 3               | 66.06           | 2               | 127.80          |
| 3    | Rika Hongo         | Japon          | 181.78 | 4               | 64.27           | 5               | 117.51          |
| 4    | Park So-youn       | Corée du Sud   | 178.92 | 5               | 62.49           | 7               | 116.43          |
| 5    | Gracie Gold        | États-Unis     | 178.39 | 9               | 57.26           | 3               | 121.13          |
| 6    | Kaetlyn Osmond     | Canada         | 175.63 | 11              | 56.14           | 4               | 119.49          |
| 7    | Kanako Murakami    | Japon          | 175.12 | 2               | 68.51           | 13              | 106.61          |
| 8    | Choi Da-bin        | Corée du Sud   | 173.71 | 10              | 56.79           | 6               | 116.92          |
| 9    | Kim Na-hyun        | Corée du Sud   | 170.70 | 8               | 58.40           | 8               | 112.30          |
| 10   | Li Zijun           | Chine          | 167.88 | 6               | 60.04           | 11              | 107.84          |
| 11   | Alaine Chartrand   | Canada         | 165.73 | 7               | 59.71           | 14              | 106.02          |
| 12   | Karen Chen         | États-Unis     | 161.52 | 12              | 53.55           | 10              | 107.97          |
| 13   | Kailani Craine     | Australie      | 157.82 | 16              | 49.02           | 9               | 108.80          |
| 14   | Véronik Mallet     | Canada         | 155.98 | 15              | 51.88           | 15              | 104.10          |
| 15   | Amy Lin            | Taipei chinois | 155.61 | 17              | 47.88           | 12              | 107.73          |
| 16   | Zhao Ziquan        | Chine          | 147.79 | 13              | 53.24           | 16              | 94.55           |
| 17   | Brooklee Han       | Australie      | 135.75 | 14              | 52.80           | 17              | 82.95           |
| 18   | Michaela Du Toit   | Afrique du Sud | 121.12 | 19              | 45.18           | 18              | 75.94           |
| 19   | Zheng Lu           | Chine          | 118.73 | 18              | 45.72           | 20              | 73.01           |
| 20   | Maisy Hiu Ching Ma | Hong Kong      | 115.10 | 20              | 42.06           | 19              | 73.04           |
| 21   | Katie Pasfield     | Australie      | 95.78  | 22              | 34.63           | 21              | 61.15           |
| 22   | Thita Lamsam       | Thaïlande      | 89.56  | 21              | 38.91           | 22              | 50.65           |

### Couples

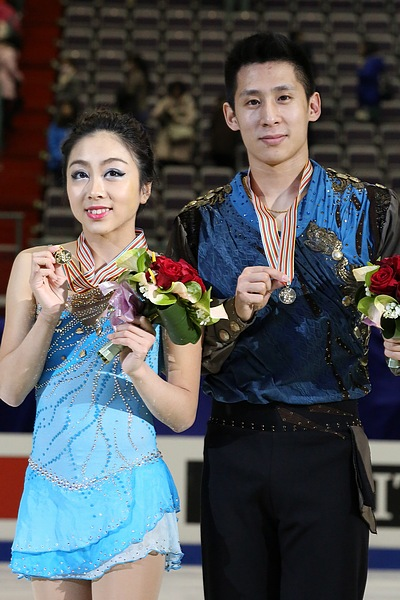
Les champions des couples artistiques, Sui Wenjing / Han Cong

| Rang    | Nom                                    | Pays          | Points | Programme court | Programme court | Programme libre | Programme libre |
| ------- | -------------------------------------- | ------------- | ------ | --------------- | --------------- | --------------- | --------------- |
| 1       | Sui Wenjing / Han Cong                 | Chine         | 221.91 | 1               | 78.51           | 1               | 143.40          |
| 2       | Alexa Scimeca / Chris Knierim          | États-Unis    | 207.96 | 3               | 67.61           | 2               | 140.35          |
| 3       | Yu Xiaoyu / Jin Yang                   | Chine         | 187.33 | 4               | 64.99           | 3               | 122.34          |
| 4       | Tarah Kayne / Daniel O'Shea            | États-Unis    | 182.02 | 7               | 59.72           | 4               | 122.30          |
| 5       | Lubov Ilyushechkina / Dylan Moscovitch | Canada        | 179.67 | 5               | 61.97           | 5               | 117.70          |
| 6       | Marissa Castelli / Mervin Tran         | États-Unis    | 175.08 | 6               | 61.34           | 6               | 113.74          |
| 7       | Ryom Tae-ok / Kim Ju-sik               | Corée du Nord | 157.24 | 8               | 53.83           | 7               | 103.41          |
| 8       | Vanessa Grenier / Maxime Deschamps     | Canada        | 148.82 | 10              | 50.07           | 8               | 98.75           |
| 9       | Sumire Suto / Francis Boudreau Audet   | Japon         | 145.33 | 9               | 52.70           | 9               | 92.63           |
| Abandon | Meagan Duhamel / Eric Radford          | Canada        |        | 2               | 71.90           |                 |                 |

### Danse sur glace
| Rang | Nom                                           | Pays         | Points | Danse courte | Danse courte | Danse libre | Danse libre |
| ---- | --------------------------------------------- | ------------ | ------ | ------------ | ------------ | ----------- | ----------- |
| 1    | Maia Shibutani / Alex Shibutani               | États-Unis   | 181.62 | 1            | 72.86        | 1           | 108.76      |
| 2    | Madison Chock / Evan Bates                    | États-Unis   | 174.64 | 4            | 67.05        | 2           | 107.59      |
| 3    | Kaitlyn Weaver / Andrew Poje                  | Canada       | 173.85 | 2            | 72.42        | 4           | 101.43      |
| 4    | Madison Hubbell / Zachary Donohue             | États-Unis   | 172.29 | 3            | 69.36        | 3           | 102.93      |
| 5    | Piper Gilles / Paul Poirier                   | Canada       | 162.19 | 5            | 63.92        | 5           | 98.27       |
| 6    | Élisabeth Paradis / François-Xavier Ouellette | Canada       | 146.94 | 6            | 60.15        | 7           | 86.79       |
| 7    | Kana Muramoto / Chris Reed                    | Japon        | 145.83 | 7            | 57.13        | 6           | 88.70       |
| 8    | Min Yu-ra / Alexander Gamelin                 | Corée du Sud | 138.42 | 9            | 55.23        | 8           | 83.19       |
| 9    | Wang Shiyue / Liu Xinyu                       | Chine        | 135.57 | 8            | 56.49        | 10          | 79.08       |
| 10   | Lee Ho-jung / Richard Kang-in Kam             | Corée du Sud | 128.27 | 11           | 47.46        | 9           | 80.81       |
| 11   | Rebeka Kim / Kirill Minov                     | Corée du Sud | 122.69 | 13           | 44.69        | 11          | 78.00       |
| 12   | Emi Hirai / Marien de la Asuncion             | Japon        | 117.06 | 12           | 47.09        | 13          | 69.97       |
| 13   | Zhang Yiyi / Wu Nan                           | Chine        | 114.84 | 14           | 42.01        | 12          | 72.83       |
| 14   | Anastasia Khromova / Daryn Zhunussov          | Kazakhstan   | 110.71 | 10           | 48.19        | 15          | 62.52       |
| 15   | Li Xibei / Xiang Guangyao                     | Chine        | 103.75 | 15           | 39.64        | 14          | 64.11       |
| 16   | Matilda Friend / William Badaoui              | Australie    | 85.70  | 16           | 33.00        | 16          | 52.70       |